# 道の駅寒河江

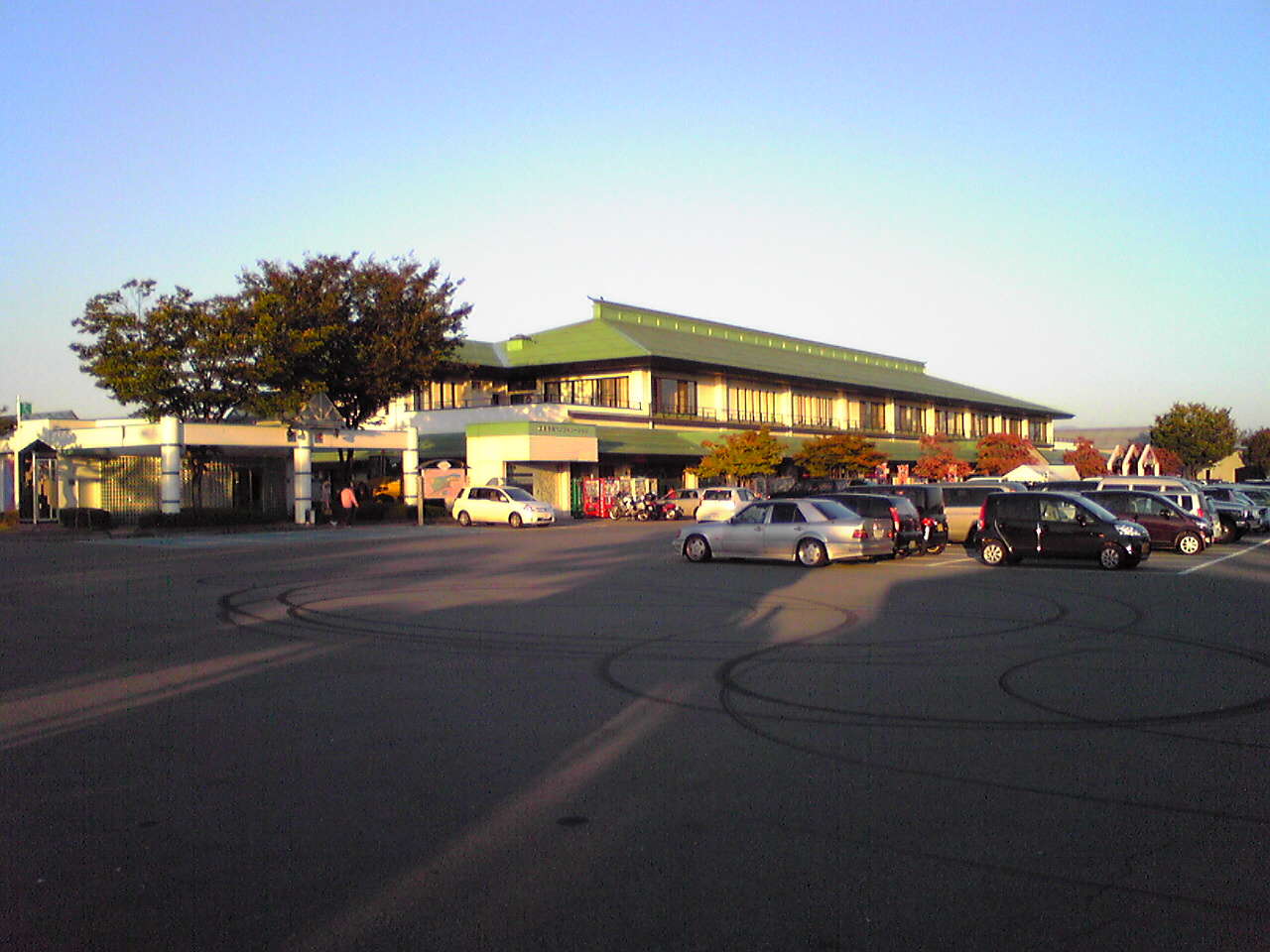
施設

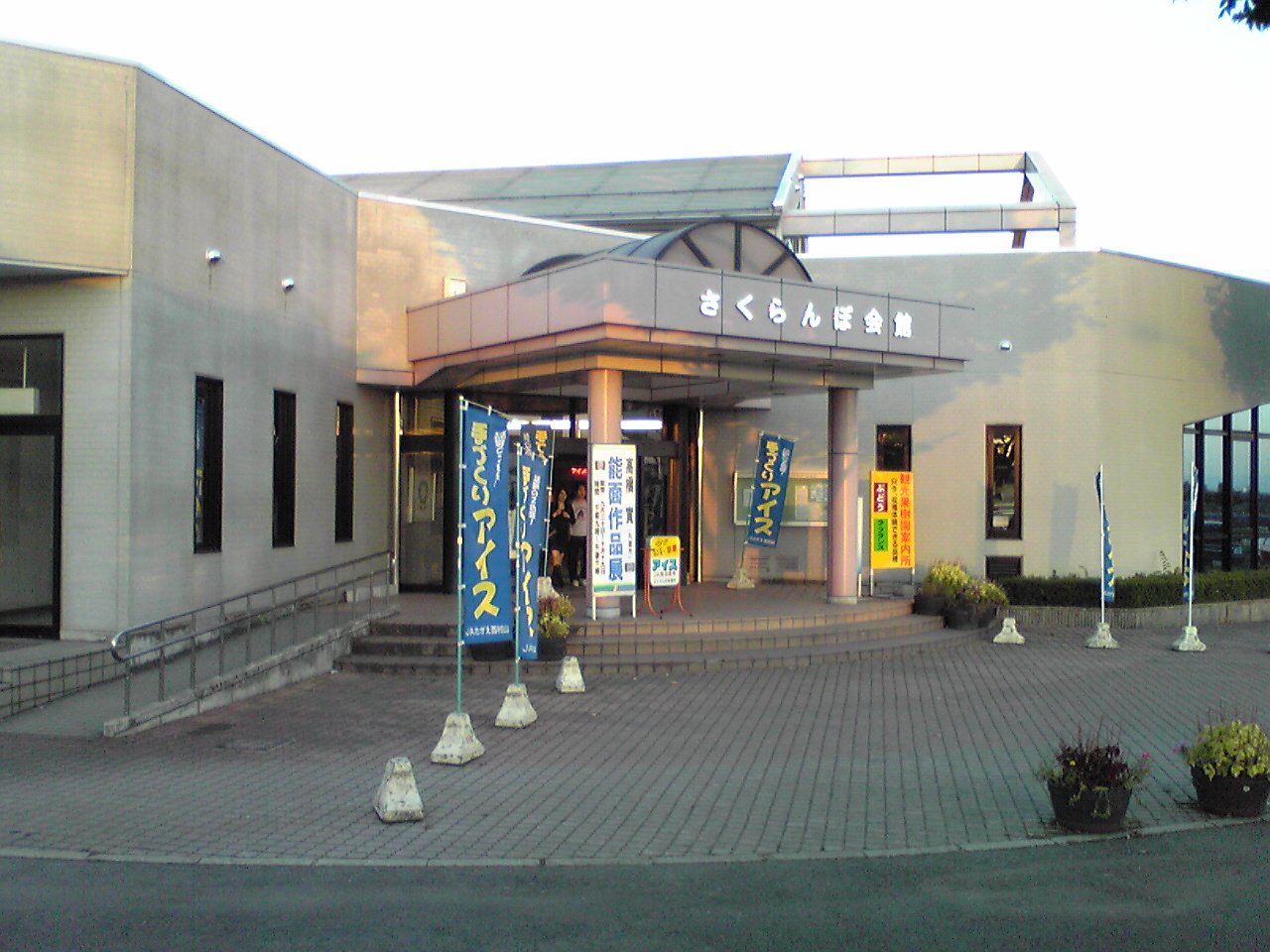
さくらんぼ会館

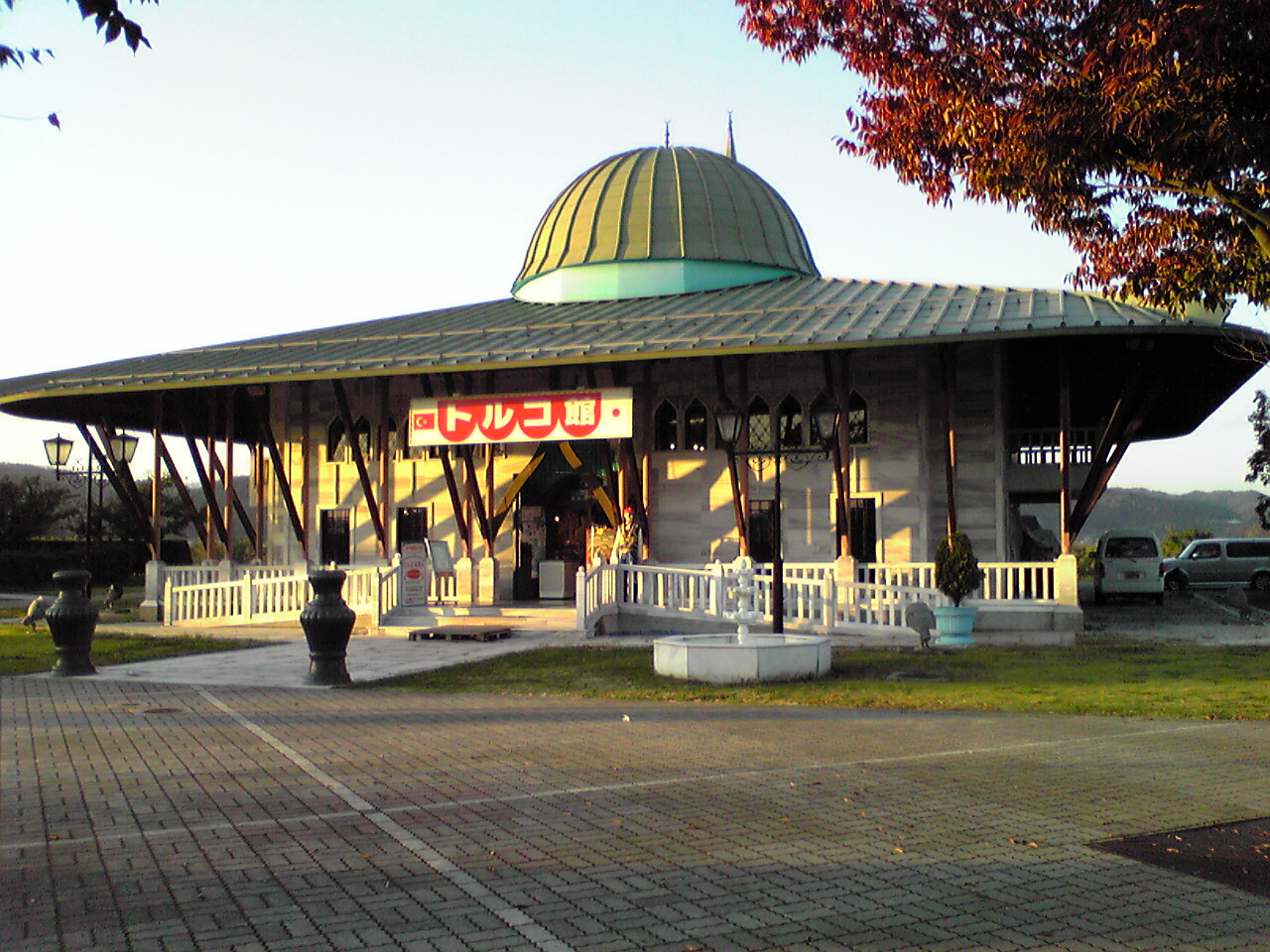
トルコ館

道の駅 寒河江（みちのえき さがえ）は、山形県寒河江市にある国道112号の東北最大規模の道の駅である。愛称はチェリーランド。

## 沿革
1992年（平成4年）5月2日に「チェリーランド」としてグランドオープン。総合保養地域整備法（リゾート法）の1つである「蔵王・月山地域リゾート構想」の一環でもある。
1993年（平成5年）4月22日に道の駅に登録された。チェリーランドさがえ、さくらんぼ会館、トルコ館、イベント広場、国際チェリーパークなどを総称してチェリーランドと呼ぶ。
オープンから30年が経過し施設の一部は老朽化も進んでいる為、周辺一帯を「交流拡大」「アクティビティー」「健康増進」の3エリアに区分して再整備計画を実行中。
チェリードームとイベント広場は解体し、新たに「CLAAPIN SAGAE クラッピン  サガエ」とし、グランピング施設、オートキャンプ場、駐車場などを新設した。
2020年12月20日県内では初めて道の駅ピアノ設置。
2021年3月20日には道の駅内に1年中サクランボが食べられる『cherry cafe chou chou（チェリーカフェシュシュ）』オープン。

## 施設
施設の情報は公式ホームページより
- 駐車場
  - 普通車：300台
  - 大型車：30台
  - バリアフリー用：4台
- トイレ （いずれも24時間利用可能）
  - 男：大 6器、小 15器
  - 女：16器
  - 身障者用：2器
  - ※別途館内にもあり（営業時間内のみ使用可能）
- cherry cafe chou chou（チェリーカフェ シュシュ）
- koko cherry
- アグリランド koko cherry店
- 四季彩処 川桜（レストラン）
- 道の駅ピアノ
- トルコ館
- 臨川亭（茶室）
- さくらんぼ会館（さくらんぼ資料館）
- 河川敷公園
- EV充電器
- フリーWi-Fi
- CLAAPIN SAGAE クラッピン サガエ

## 休館日
- 無休

## アクセス
- 国道112号
  - 山形県道25号寒河江村山線
  - 山形県道26号寒河江西川線